# Annona poeppigii
Annona poeppigii este o specie de plante angiosperme din genul Annona, familia Annonaceae. A fost descrisă pentru prima dată de Carl Friedrich Philipp von Martius, și a primit numele actual de la Paulus Johannes Maria Maas och Lübbert Ybele Theodoor Westra. Conform Catalogue of Life specia Annona poeppigii nu are subspecii cunoscute.